# Воздушная армия СССР

Флаг советских Военно-воздушных сил.

Воздушная армия — оперативное формирование (объединение) Военно-Воздушных Сил СССР предназначенное для совместных действий с другими видами Вооружённых Сил и родами войск (сил) Вооружённых Сил СССР, а также решения самостоятельных оперативных и стратегических задач.

## История
Впервые в мире в советских ВВС были созданы воздушные армии в 30-е годы XX века, как армии особого назначения (АОН). Всего было сформировано три АОН, состоявшие из отдельных бригад бомбардировочной авиации, крейсерских истребительных эскадрилий и полка стратегической воздушной разведки. Эти армии создавались для решения стратегических наступательных задач на главных операционных направлениях. В 1940 году АОН были преобразованы в дальнебомбардировочную авиацию Главного командования Красной Армии.
Основная же часть советской военной авиации, по сложившимся в руководстве НКО СССР и командовании ВВС СССР взглядам, рассматривалась как фронтовая авиация, которая в военное время подлежала передаче под командование фронтом, что закладывало распылённость усилий авиации и затрудняло, а то и исключало маневр силами авиации между фронтами. Во время советско-финляндской войны (1939—1940 гг.) наметившаяся тенденция распыления авиации усилилась: в подчинение командующим общевойсковым армиям было передано 49 % всей авиации действующей армии (ВВС армий), и ещё 36 % авиации оставалось в подчинении командующего фронтом (ВВС фронта). При подведении итогов этой войны было признано целесообразным тактического взаимодействия с войсками каждой армии на главном направлении в ВВС армии намечалось выделять 2—3 авиадивизии смешанного состава, а в ВВС армий на второстепенных направлениях — по одной дивизии. В ВВС фронта должны были находиться от 45 до 50 % всей фронтовой авиации.
К июню 1941 года организационно Военно-Воздушные Силы РККА делились на:
- Дальнебомбардировочную авиацию Главного командования, которая могла решать как самостоятельные задачи, так и действовать совместно с другими видами Вооруженных Сил
- Фронтовую (окружную) авиацию — ВВС военных округов (фронтов), предназначенную для совместных боевых действий с сухопутными войсками
- Войсковую авиацию — ВВС общевойсковой авиации — корпусные эскадрильи, находившиеся в распоряжении стрелковых (механизированных и кавалерийских) корпусов и предназначенную для корректирования артиллерийского огня, воздушной разведки и связи.

Фронтовая (окружная) авиация делилась на две группы:
1. Армейскую авиацию, которая подчинялась командующим войсками армий. Армия имела одну, а иногда и две смешанные авиадивизии, которые состояли из двух — трех бомбардировочных полков, двух истребительных полков и одного — двух штурмовых полков.
2. Фронтовую группу авиации, руководство которой осуществлял командующий войсками фронта (округа) через Командующего ВВС фронта (округа). Во фронтовую (окружную) группу авиации входили одна — две ближне-бомбардировачные (бад), три — пять истребительных дивизий (иад) и одна-две смешанные авиадивизии (сад).

Опыт боевых действий 1941—1942 годов показал, что передача каждой армии одной-двух дивизий приводит к распылению усилий ВВС, исключает централизованное управление и массированное применение авиации во фронтовых операциях. Это делало невозможным в полном объеме реализовать боевую мощь имевшихся во фронтах сил авиации, поскольку делало невозможным сосредоточение фронтовой авиации в короткие сроки в решающем месте для выполнения важнейших боевых задач. В то время, когда часть фронтовой авиации вела напряженные боевые действия, остальная авиация если и не бездействовала, то занималась второстепенными боевыми задачами. Маневр авиационных сил между фронтами был возможен только с разрешения Ставки ВГК, что занимало много времени и отрицательно сказывалось на оперативности.
Поэтому целый ряд авиационных военачальников в начале 1942 года выдвинули идеи создания крупных авиационных объединений. Командующий ВВС РККА генерал-полковник авиации П. Ф. Жигарев предоставил 3 апреля 1942 года Верховному Главнокомандующему И. В. Сталину доклад «О реорганизации ВВС Красной Армии», в котором предложил управление всей авиацией страны сосредоточить в руках Командующего ВВС РККА, который будет поучать задачи от Ставки ВГК; непосредственно ему будет подчиняться пять действующих авиационных армий (каждая армия должна поддерживать войска нескольких фронтов), а во фронтах оставить лишь разведывательную, корректировочную и связную авиацию, которой будут руководить авиационные отделы штабов фронтов и армий.
В результате в мае 1942 года в организационную структуру Фронтовой авиации были внесены изменения: все авиационные части и соединения, действовавшие в составе армий и фронтов, были сведены в одно оперативное объединение — воздушную армию. Первой из них приказом наркома обороны СССР от 5 мая 1942 года была создана 1-я воздушная армия на Западном фронте.
В мае — ноябре 1942 года на базе ВВС фронтов и армий было создано 17 воздушных армий, в декабре 1944 года — 18-я воздушная армия (дальней авиации).
Воздушные армии фронтовой авиации входили в состав фронтов и подчинялись командующим войсками фронтов, а в специальном отношении и при участии в воздушных операциях — и командующим ВВС Красной Армии. Иногда некоторые фронты, действовавшие на наиболее важных направлениях, имели по две ВА. Новая форма организации позволила централизованно управлять всеми силами авиации фронта, широко маневрировать в его пределах, использовать большие силы авиации там, где требовала обстановка. Воздушные армии имели больше возможностей по выполнению оперативных задач. Но создание ВА по принципу «один фронт — одна ВА» привело к тому, что возможности командования ВВС РККА по выполнению межфронтового маневра силами фронтовой авиации расширились незначительно. Уже к концу 1942 года ряд авиационных начальников предлагали продолжить реорганизацию и до 90 % всей фронтовой авиации передать в непосредственное подчинение Ставки ВГК через Командующего ВВС, создав на весь советско-германский фронт не более 5 мощных воздушных армий, по примеру воздушных флотов люфтваффе. Но этого сделано не было, вместо межфронтового маневра в ВВС РККА практиковалось усиление ВА на основных направлениях силами из резерва Ставки.
Воздушная армия дальней авиации подчинялась командующему ВВС Красной Армии.

## Состав
Воздушная армия состояла из управления (штаба), авиационных соединений и отдельных частей, а также частей обеспечения и обслуживания.
В состав воздушной армии входили истребительные, штурмовые, бомбардировочные и смешанные авиационные дивизии, авиационные корпуса и отдельные авиационные полки, а также части и подразделения боевого, тылового, технического и других видов обеспечения.
В зависимости от важности выполняемых задач воздушная армия имела от 3-4 авиадивизий до 8-9 авиакорпусов, 10 отдельных авиадивизий и несколько авиаполков и насчитывала от 200 — 1 000 самолётов в 1942—1943 годах, до 1 500 (в отдельных операциях 2 500 — 3 000) в 1944 — 1945 годах.
Воздушные армии фронтов действовали главным образом совместно с сухопутными войсками. В воздушных операциях они взаимодействовали с дальней авиацией.

## Формирования во время Великой Отечественной войны
Всего в системе авиации РККА в период войны было сформировано восемнадцать воздушных армий:

| - 1-я воздушная армия, - 2-я воздушная армия, - 3-я воздушная армия, - 4-я воздушная армия, | - 5-я воздушная армия, - 6-я воздушная армия, - 7-я воздушная армия, - 8-я воздушная армия, | - 9-я воздушная армия, - 10-я воздушная армия, - 11-я воздушная армия, - 12-я воздушная армия, | - 13-я воздушная армия, - 14-я воздушная армия, - 15-я воздушная армия, - 16-я воздушная армия, | - 17-я воздушная армия, - 18-я воздушная армия. |

## Формирования воздушных армий Фронтовой авиации после 1945 года
После Великой Отечественной войны воздушные армии сохранили своё назначение, сократив количественный состав. При этом дислокация воздушных армий после перехода на штат мирного времени претерпела изменение. Так было принято решение передать воздушные армии в оперативное подчинение военным округам (группам войск).
| Воздушная армия      | Округ (группа войск)                | Наименование армии после 20.02.1949 г.          | Наименование армии после 01.04.1980 г.                                         | Наименование армии после 01.05.1988 г.                                  | Примечание                                                                            |
| -------------------- | ----------------------------------- | ----------------------------------------------- | ------------------------------------------------------------------------------ | ----------------------------------------------------------------------- | ------------------------------------------------------------------------------------- |
| 1-я воздушная армия  | Белорусский военный округ           | 26-я воздушная армия                            | ВВС Белорусского военного округа                                               | 26-я воздушная армия                                                    |                                                                                       |
| 1-я воздушная армия  | Дальневосточный военный округ       | 1-я воздушная армия                             | 1-я воздушная армия                                                            | 1-я воздушная армия                                                     | сформирована 01.04.1957                                                               |
| 2-я воздушная армия  | Центральная группа войск            | 59-я воздушная армия                            | 09.1955 г. расформирована                                                      |                                                                         |                                                                                       |
| 3-я воздушная армия  | Ленинградский военный округ         | в 1946 году часть соединений передана в 15-ю ВА | на базе оставшихся соединений сформирована 1-я воздушная армия дальней авиации | 50-я воздушная армия дальней авиации                                    | 50-я ракетная армия                                                                   |
| 4-я воздушная армия  | Северная группа войск               | 37-я воздушная армия                            | ВВС Северной группы войск                                                      | 4-я воздушная армия                                                     | 4-я ВА ВГК ОН 4-я армия ВВС и ПВО                                                     |
| 5-я воздушная армия  | Одесский военный округ              | 48-я воздушная армия 5-я воздушная армия        | ВВС Одесского военного округа                                                  | 5-я воздушная армия                                                     |                                                                                       |
| 6-я воздушная армия  | 31 октября 1944 года                | переформирована                                 | в управление                                                                   | ВВС Войска Польского                                                    |                                                                                       |
| 6-я воздушная армия  | Туркестанский военный округ         | 73-я воздушная армия                            | ВВС Туркестанского военного округа                                             | 73-я воздушная армия                                                    | сформирована в 1946 году                                                              |
| 7-я воздушная армия  | Дальняя авиация                     | 3-я воздушная армия дальней авиации             | 65-я воздушная армия дальней авиации                                           | расформирована в середине 1953 года                                     |                                                                                       |
| 7-я воздушная армия  | Бакинский военный округ             | 62-я воздушная армия                            | 20 февраля 1950 года переформирована                                           | 42-я воздушная истребительная армия ПВО                                 |                                                                                       |
| 8-я воздушная армия  | Дальняя авиация                     | 2-я воздушная армия дальней авиации             | 43-я воздушная армия дальней авиации                                           | 43-я ракетная армия                                                     |                                                                                       |
| 9-я воздушная армия  | Забайкальско-Амурский военный округ | 54-я воздушная армия                            | 1 апреля 1957 года                                                             |                                                                         | вошла в состав 1-й Краснознамённой воздушной армии                                    |
| 10-я воздушная армия | Дальневосточный военный округ       | 29-я воздушная армия                            | 1 апреля 1957 года                                                             |                                                                         | вошла в состав 1-й Краснознамённой воздушной армии                                    |
| 11-я воздушная армия | 20 декабря 1944 года                | преобразована                                   | в 18-й авиационный корпус                                                      |                                                                         |                                                                                       |
| 11-я воздушная армия | Закавказский военный округ          | 34-я воздушная армия                            | ВВС Закавказского военного округа                                              | 34-я воздушная армия                                                    |                                                                                       |
| 12-я воздушная армия | Забайкальский военный округ         | 45-я воздушная армия                            | ВВС Забайкальского военного округа 23-я воздушная армия                        | ВВС Забайкальского военного округа                                      | 23-я воздушная армия                                                                  |
| 13-я воздушная армия | Ленинградский военный округ         | 76-я воздушная армия                            | ВВС Ленинградского военного округа                                             | 76-я воздушная армия                                                    | ВВС Ленинградского военного округа 76-я воздушная армия                               |
| 14-я воздушная армия | Прикарпатский военный округ         | 57-я воздушная армия                            | 14-я воздушная армия                                                           | ВВС Прикарпатского военного округа                                      | 14-я воздушная армия                                                                  |
| 15-я воздушная армия | Прибалтийский военный округ         | 30-я воздушная армия                            | 15-я воздушная армия                                                           | ВВС Прибалтийского военного округа                                      | 15-я воздушная армия                                                                  |
| 16-я воздушная армия | Группа советских войск в Германии   | 24-я воздушная армия                            | 16-я воздушная армия                                                           | ВВС ГСВГ                                                                | 16-я воздушная армия                                                                  |
| 17-я воздушная армия | Киевский военный округ              | 69-я воздушная армия                            | ВВС Киевского военного округа                                                  | 69-я воздушная армия 17-я воздушная армия ВВС Киевского военного округа | 17-я воздушная армия                                                                  |
| 22-я воздушная армия | Северный военный округ              | сформирована в феврале 1952 года                |                                                                                | расформирована в августе 1960 года                                      | Управление армии обращено на формирование управления ВВС Приволжского военного округа |
| 36-я воздушная армия | Южная группа войск                  |                                                 | ВВС Южной группы войск                                                         | 36-я воздушная армия                                                    | сформирована в апреле 1967 года, расформирована в июле 1991 года                      |
| 49-я воздушная армия | Среднеазиатский военный округ       | 49-я воздушная армия                            | ВВС Среднеазиатского военного округа                                           | 49-я воздушная армия                                                    | создана 24 июня 1969 года на базе 73-й ВА, расформирована 01.06.1989.                 |

## Воздушные армии дальней авиации
В системе дальней авиации СССР были сформированы 4 воздушные армии, в которые вошли соединения и части дальней авиации и вновь созданные соединения на базе существующих из числа переформированных соединений действующей армии. Все воздушные армии дальней авиации просуществовали до 1960 года, когда в связи с ростом числа ракетной техники изменилась военная доктрина. Три армии были переформированы в ракетные армии, а одна армия была расформирована в середине 1953 года.
| Воздушная армия                     | Сформирована                                                              | Дислокация штаба армии | Переформирование                                                             | Примечание                                          |
| ----------------------------------- | ------------------------------------------------------------------------- | ---------------------- | ---------------------------------------------------------------------------- | --------------------------------------------------- |
| 1-я воздушная армия дальней авиации | 09.04.1946 г. на базе соединений 3-й ВА                                   | Смоленск               | 20.02.1949 г. переименована в 50-ю воздушную армию дальней авиации           | 01.07.1960 г. переформирована в 50-ю ракетную армию |
| 2-я воздушная армия дальней авиации | 09.04.1946 г. на базе соединений ВВС Киевского военного округа            | Винница                | 20.02.1949 г. переименована в 43-ю воздушную армию дальней авиации           | 01.07.1960 г. переформирована в 43-ю ракетную армию |
| 3-я воздушная армия дальней авиации | 09.04.1946 г. на базе соединений 7-й ВА                                   | Хабаровск              | 20.02.1949 г. переименована в 65-ю воздушную армию дальней авиации           | в середине 1953 г. расформирована                   |
| 5-я воздушная армия дальней авиации | в 1957 году на базе 84-го тяжелого бомбардировочного авиационного корпуса | Благовещенск           | в июле 1960 года в 8-й отдельный тяжелый бомбардировочный авиационный корпус |                                                     |

## Воздушные армии Верховного главнокомандования

### Воздушные армии Верховного главнокомандования стратегического назначения (ВА ВГК СН)
- 30-я воздушная армия ВГК СН (СССР)
- 37-я воздушная армия ВГК СН (СССР)
- 46-я воздушная армия ВГК СН (СССР)

### Воздушные армии Верховного главнокомандования оперативного назначения (ВА ВГК ОН)
- 4-я воздушная армия ВГК ОН (СССР)
- 24-я воздушная армия ВГК ОН (СССР)

### Воздушные армии Верховного главнокомандования военно-транспортной авиации
- 61-я воздушная армия